# 第一生命经济研究所
第一生命经济研究所（英語：The Dai-ichi Life Research Institute）是一家日本的智库。

## 历史
1997年4月1日由第一生命保险成立，2002年和生活设计研究所合并，2009年4月和第一生命健康生活支持株式会社合并，研究领域包括宏观经济/金融、保险/养老金、社会保障、人口问题等，以及与ESG、科技、生活设计、福祉相关的多个领域。
2011年4月综合研究部更名为经营环境研究部，2017年4月业务部更名为企划总务部，2018年4月政策研究部更名为政策调查部，

## 部门
- 经济调查部
- 生活设计研究部
- 综合调查部
- 人力资源开发咨询部
- 企划总务部